# Frigidaire Tango
I Frigidaire Tango sono un gruppo musicale New wave italiano. Nascono a Bassano del Grappa nel 1980 e un anno dopo sfornano il loro primo lavoro, The Cock, guadagnando subito l'attenzione dell'ambiente musicale alternativo. Scioltisi nel 1986, pubblicano una raccolta dei loro lavori nel 2007. In seguito ai buoni risultati, decidono di riformare il gruppo e di pubblicare un nuovo album nel 2009.

## Storia del gruppo

### Gli anni '70 ed '80
Nel luglio del 1977, Carlo Casale e Stefano Dal Col iniziano una collaborazione musicale e fondano gli Outkids, influenzati dal punk britannico.

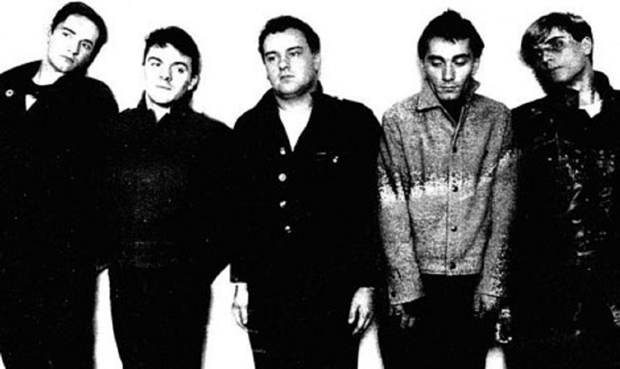
I Frigidaire Tango all'inizio della loro carriera nel 1980.

Dopo una serie di concerti in ambito locale, la formazione si espande con l'arrivo di Marco Breda, tastierista di impostazione più classica, che imprime alla band un suono più personale. Mescolando il loro background, che andava dal progressive al krautrock al glam, con l'input primitivo del punk rock, si trovano collocati in quel periodo fortemente creativo chiamato New wave.
Dopo aver cambiato nome in Trash, all'inizio degli anni ottanta prende forma la formazione definitiva con l'aggiunta di Maurizio Battistella alla batteria e Diego Negrello al basso. Nel 1981, il gruppo entra in studio col nome definitivo di Frigidaire Tango e registra il primo LP per la Young Records, The Cock. Il disco è stato inserito nel settembre 2010 dalla rivista francese Tsugi tra i 100 LP fondamentali meno conosciuti del rock.
All'inizio del 1983, con l'aggiunta del secondo tastierista Franco Turesso, il gruppo torna in studio e autoproduce un mini-LP intitolato Russian Dolls, le cui due tracce principali Recall e Vanity fair vengono accompagnate da due videoclip. Contemporaneamente la band è in tour con gli inglesi The Sound.
Nel 1984, la RAI inizia le riprese del documentario L'ultimo concerto, di cui i Frigidaire Tango sono protagonisti. Il film, girato da Piergiorgio Gay, racconta le problematiche di un gruppo degli anni ottanta in bilico tra la volontà di vivere con la propria musica e la necessità di doversi integrare nella società. Nello stesso periodo, la rivista Rockgarage ottiene l'inedita Take over from me (che verrà inclusa nella compilation Rockgarage vol. 4) e anche Radio Rai si interessa al gruppo, trasmettendo più volte il loro singolo Recall.

### Scioglimento ed altre iniziative
A metà del 1986, dopo essere stata invitata per una serie di concerti alla biennale di Barcellona e dopo essere stati inclusi in una compilation promozionale di Amnesty International, la band si scioglie. Alla base della decisione, le difficoltà emerse già nel documentario di Gay (la difficoltà di far convivere la passione per la musica e il desiderio di sentirsi realizzati in campo lavorativo) e vedute differenti sulla eventuale evoluzione del gruppo.
Dal 1988 al 1991, buona parte della formazione confluirà in un nuovo gruppo, i Vindicators, che registrerà due LP miscelando beat, rock and roll e rhythm and blues.

### La reunion (2007-oggi)

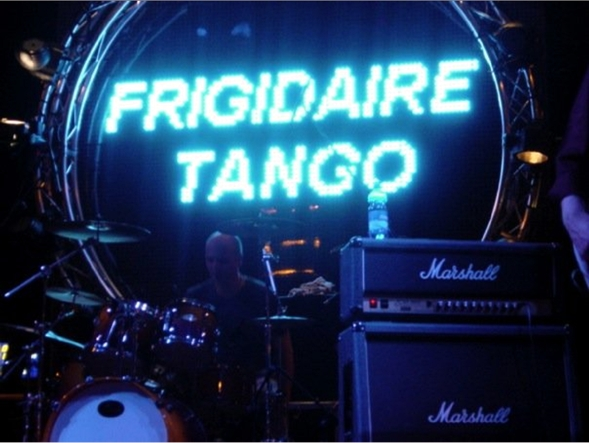
I Frigidaire Tango in un concerto a Verona (2007).

Nel 2007 esce The Freezer Box, un cofanetto che contiene un libro di 50 pagine che racconta la storia della band e tre dischi: The Cock integrato con due outtake (Don't kill time, che avrebbe dovuto essere il singolo di punta del disco e che poi venne invece scartato, e This days '78, prima demo del gruppo), il secondo LP (mai pubblicato) Music for Us e un terzo disco inedito, Live in Barcellona, registrato durante uno dei concerti a Barcellona ed integrato con altri sei brani dal vivo.

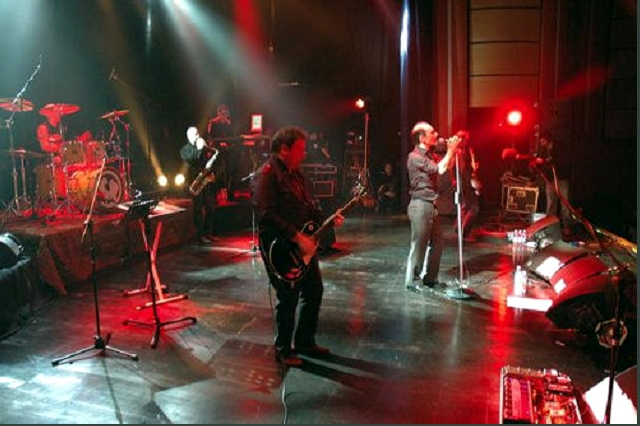
Frigidaire Tango in un concerto nel 2007.

L'anno seguente, il gruppo torna in studio per registrare un nuovo disco di materiale inedito. Nell'ottobre 2009 esce L'illusione del volo, prodotto dai Frigidaire Tango e mixato da Giorgio Canali. Molti gli ospiti: Federico Fiumani (Diaframma), Fabio Trentini (Guano Apes, H-Block), Aldo Tagliapietra (Le Orme), Diego Galeri (Timoria, Miura), Miss Xox e altri ancora.

## Riconoscimenti e tributi
Nel 2013 esce per la Go Down Records la compilation Artisti Vari risuonano i Frigidaire Tango, contenente cover di brani del gruppo, interpretate, fra gli altri da Giorgio Canali, Sick Tamburo, Ilenia Volpe, Federico Fiumani.

## Formazione

### Formazione attuale
- Charlie Cazale - voce
- J.M. Le Baptiste - batteria
- Steve Dal Col - chitarra
- Mark Brenda - tastiere
- Dave Nigger - basso
- Frank Tourak - tastiere

### Ex componenti
- Steve Helbow - basso (1979-1980)
- Alex Strax - sax (1979-1983)

## Discografia

### Album in studio
- 1981 – The Cock (Young Records)
- 1983 – Russian Dolls (autoprodotto)
- 2006 – Music for Us (Alma Records, prodotto fra il 1983 e il 1985)
- 2009 – L'illusione del volo (La Tempesta Dischi)

### Raccolte
- 2007 – The Freezer Box (Alma Records)

### Partecipazioni a compilation
- 1983 – Rockgarage compilation Vol. 2 con il brano Dazed Life
- 1984 – Rockgarage compilation Vol. 4 con il brano Take Over from Me
- 1986 – Amnesty International compilation P.E.A.C.E. con il brano The Romantic Lifeguard

### Singoli
- 1983 – Recall (12 inches version)
- 2007 – Oversouls/Russian Dolls Live at Shindy Club

### Videoclip
- 1983 – Recall, tratto dal disco Russian Dolls
- 1983 – Vanity fair, tratto dal disco Russian Dolls
- 1985 – L'ultimo concerto, cortometraggio in pellicola per la Rai, regia di Piergiorgio Gay
- 2009 – Soffia, regia di Stefano Poletti, tratto dal disco L'illusione del volo
- 2010 – Natural mente, regia di Jacopo Rondinelli e Peppo Bianchessi, tratto dal disco L'illusione del volo